# Hautfarngewächse
Die Hautfarngewächse oder auch Schleierfarne (Hymenophyllaceae) sind die einzige Familie der Pflanzenordnung der Hautfarnartigen (Hymenophyllales) innerhalb der leptosporangiaten Farne. Die etwa 600 Arten sind fast weltweit verbreitet.

## Merkmale

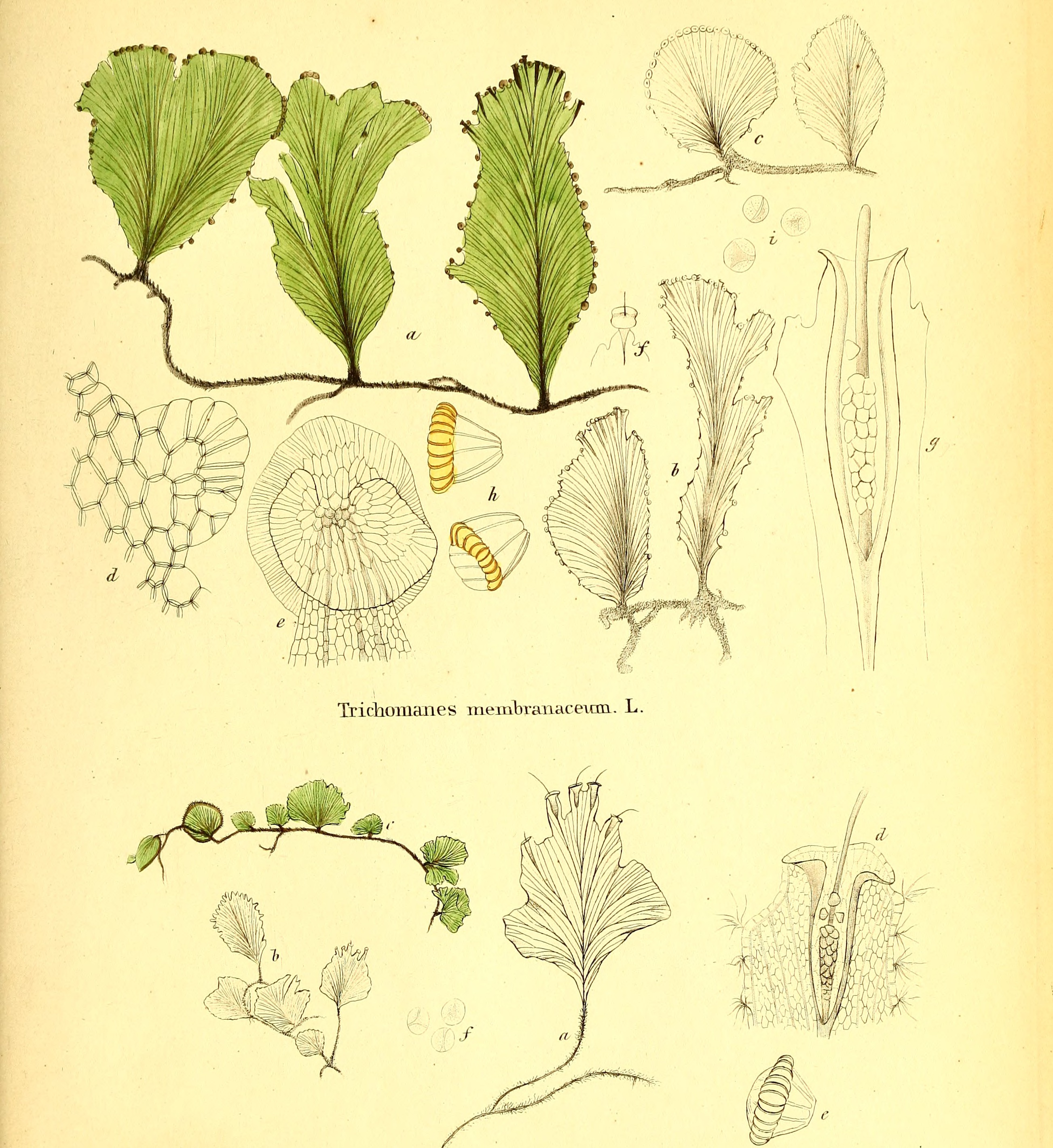
Illustration von Trichomanes membranaceum aus Die Farrnkräuter in kolorirten Abbildungen naturgetreu Erläutert und Beschrieben, 1840

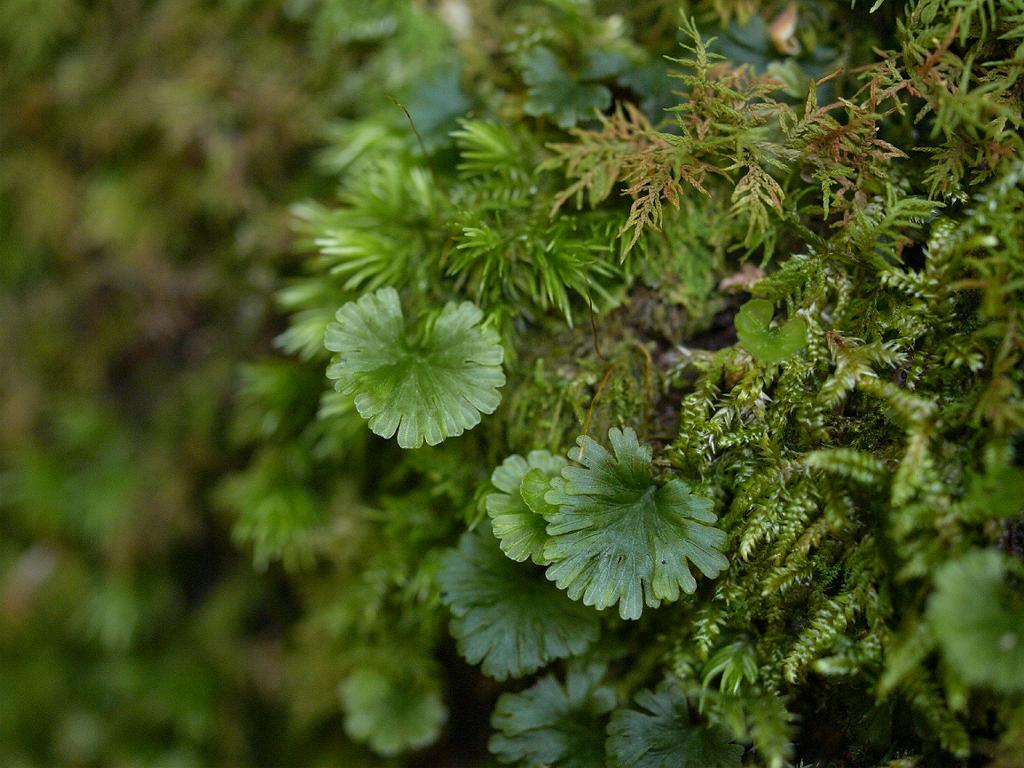
Crepidomanes minutum

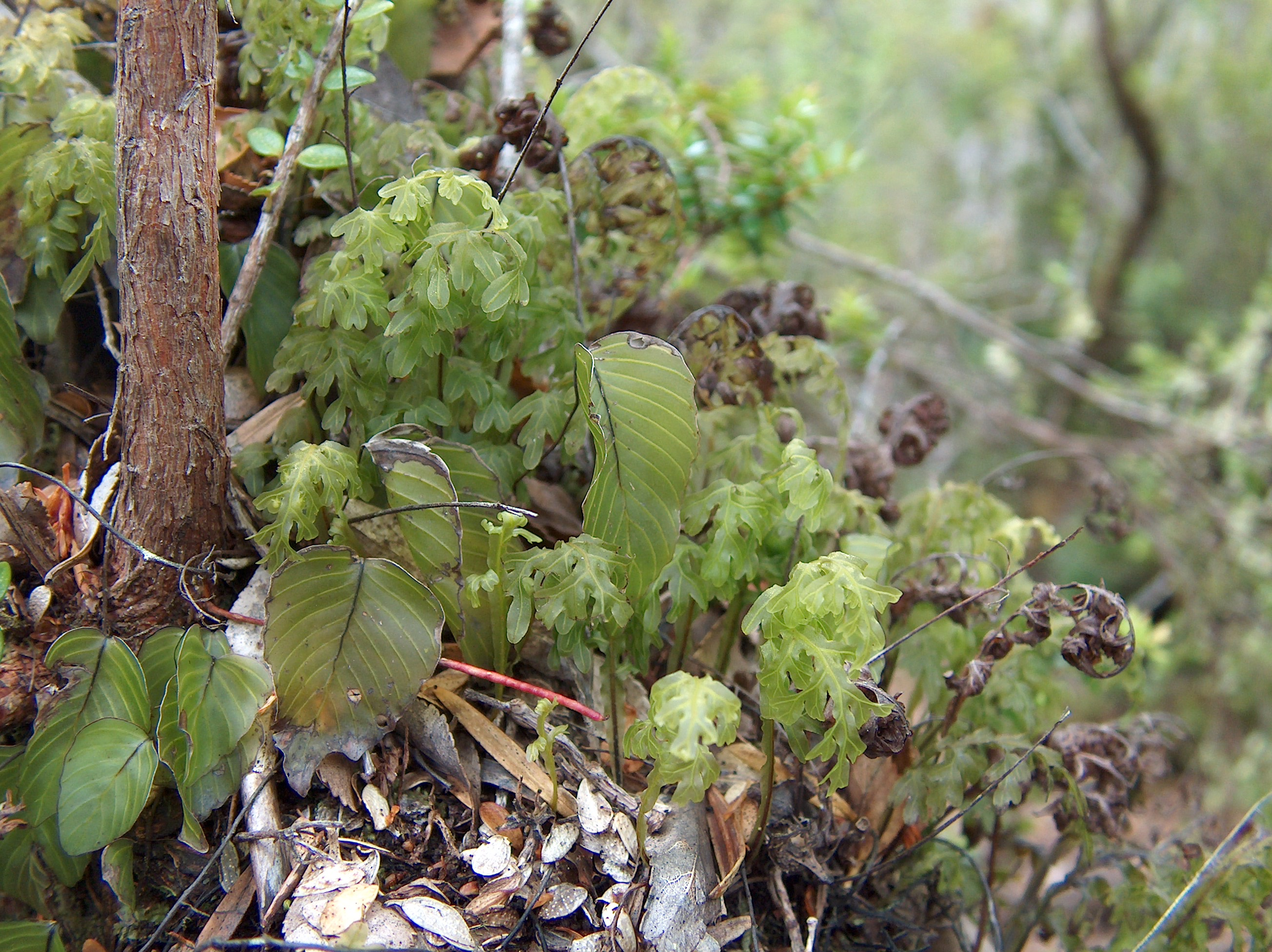
Hymenophyllum cruentum und Hymenophyllum caudiculatum auf der Insel Chiloe

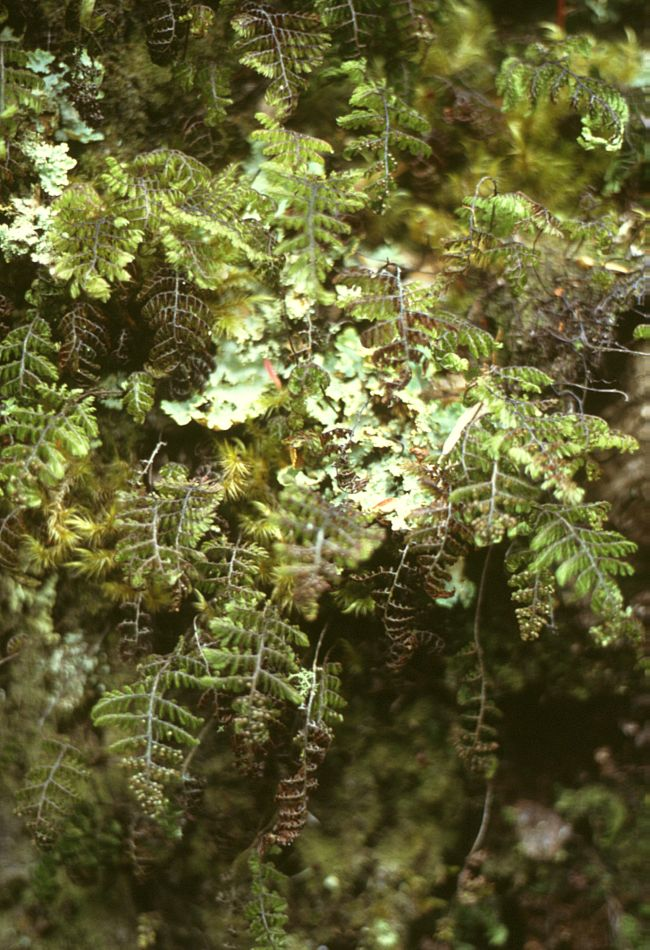
Hymenophyllum dentatum

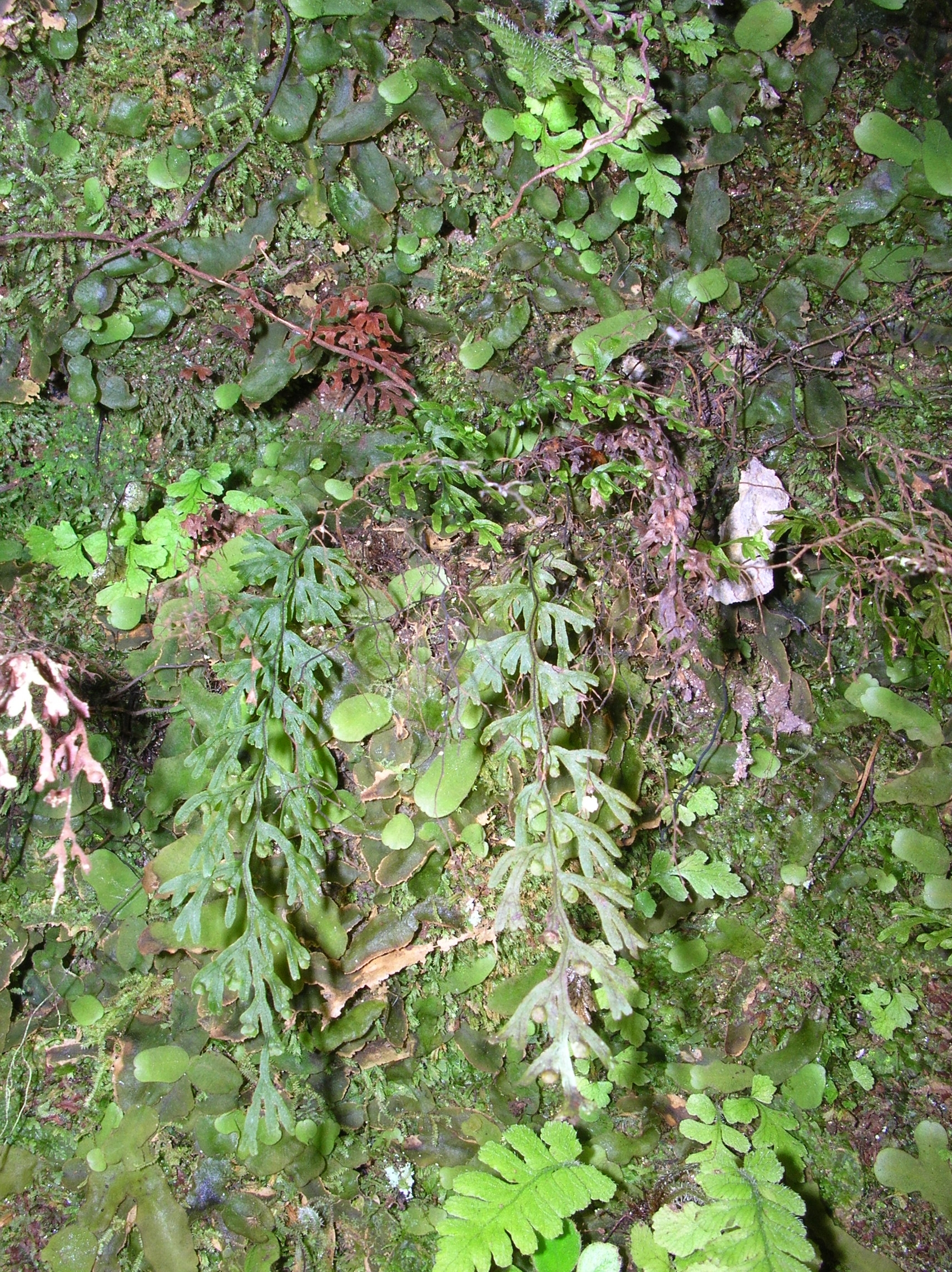
Hymenophyllum recurvum

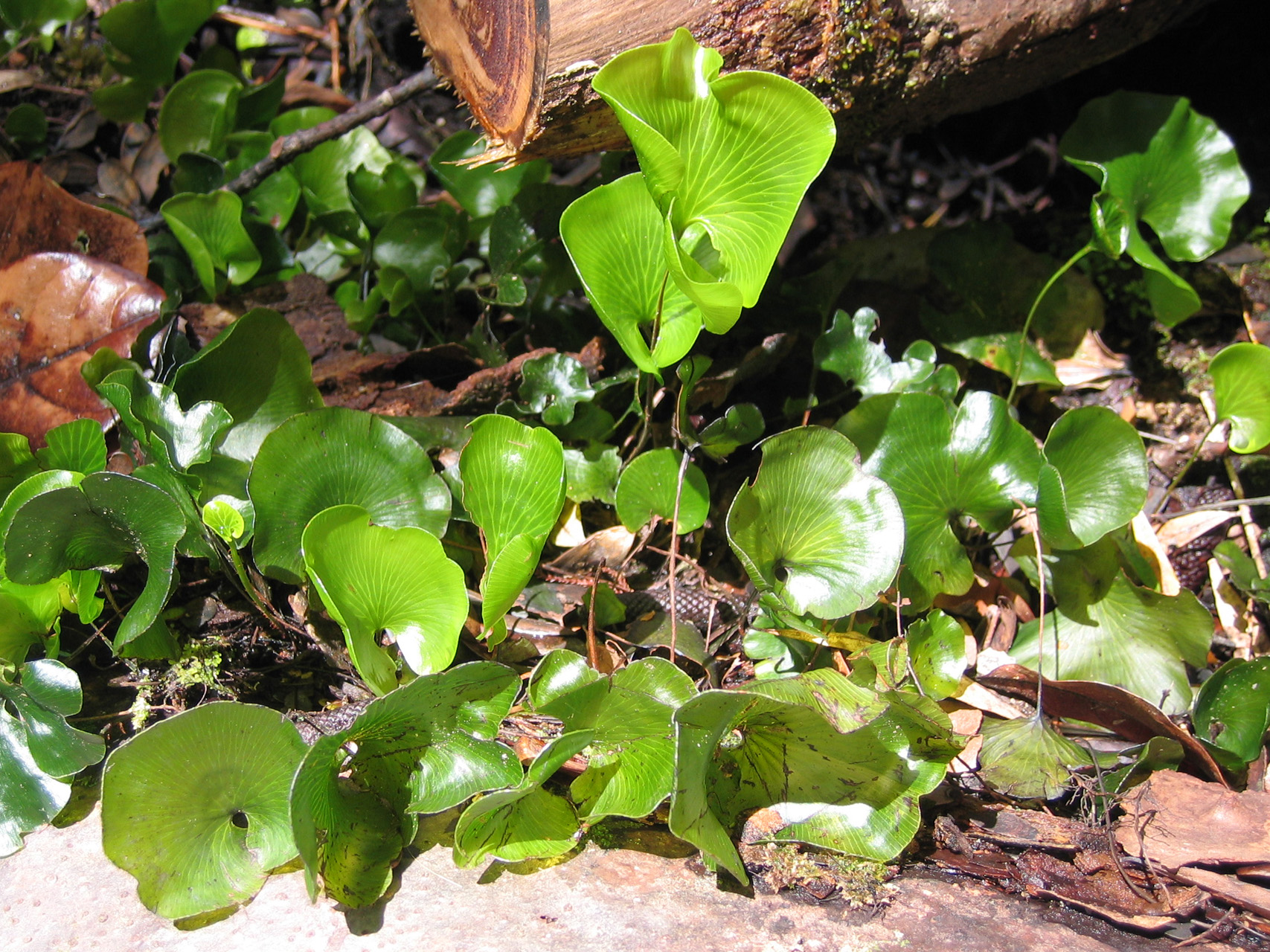
Trichomanes reniforme

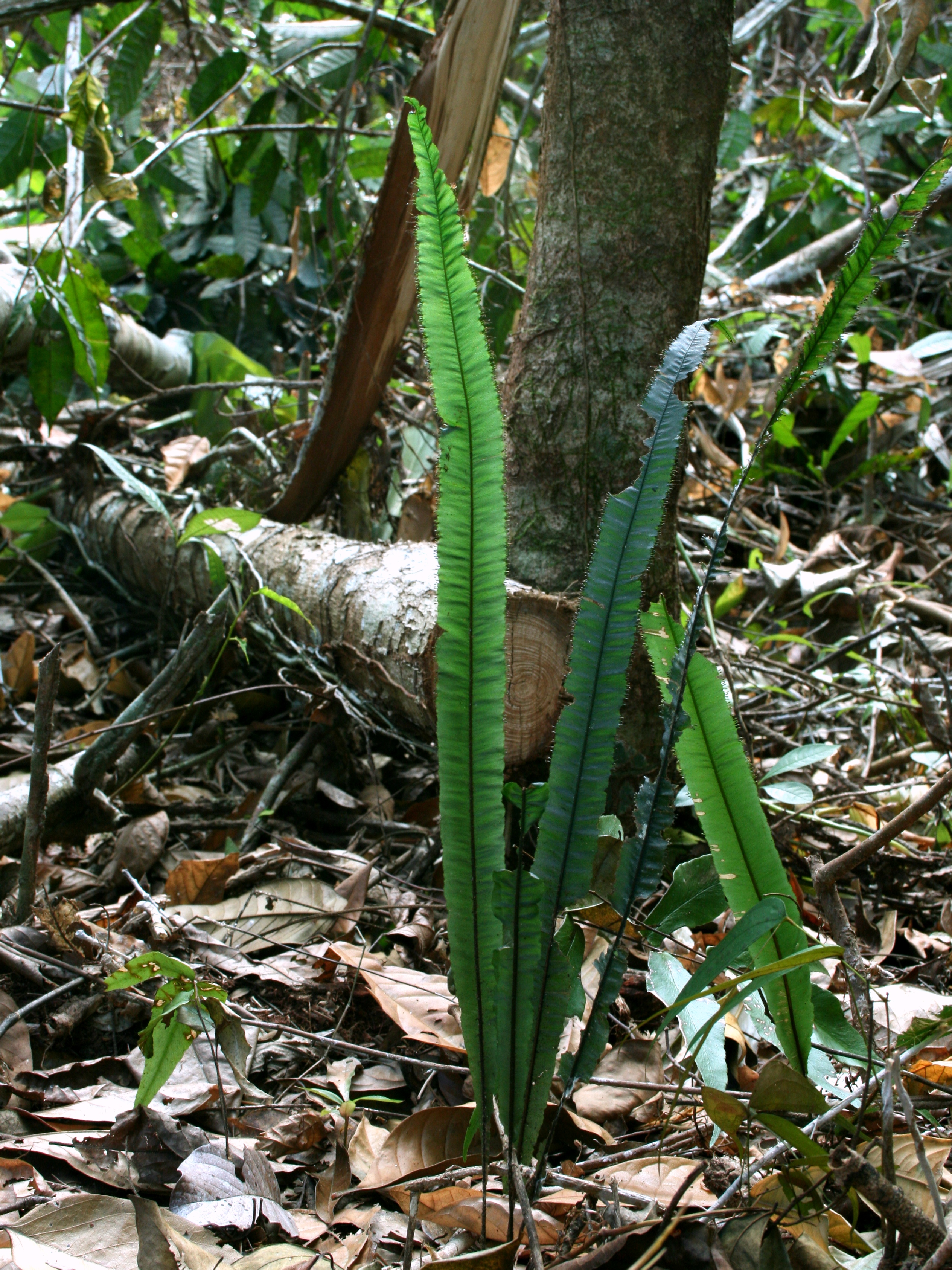
Trichomanes vittaria

Es handelt sich um ausdauernde krautige Pflanzen. Die Rhizome sind zart, kriechend oder teilweise aufrecht, und besitzen eine Protostele. Die Blätter sind jung eingerollt.
Ihren Namen haben die Hautfarne bekommen, weil ihre Blattspreite, abgesehen von den Blattrippen, nur eine Zellschicht dick ist. Es fehlen daher Stomata, aber auch die Cuticula ist meist nicht ausgebildet.
Ein anderes typisches Merkmal ist die Stellung der Sporangien. Diese liegen stets am Blattrand (marginal), und nicht wie bei den meisten anderen Farnen auf der Blattunter- oder Blattoberseite. Die Sporen sind grün.
Die Prothallien sind bei den Hautfarnen stets bandförmige und einzellschichtige, bei vielen Arten sogar verzweigte fadenförmige Gebilde, die an das Protonema von Moosen erinnern. Auch darin weichen die Hautfarne von den anderen Farnen ab.
Die Chromosomengrundzahl kann x = 11, 12, 18, 28, 32, 33, 34 oder 36 betragen.

## Standorte
Hautfarngewächse kommen vor allem in tropischen Regenwäldern vor. Sie wachsen terrestrisch und epiphytisch. In Mitteleuropa gibt es nur zwei Arten, die als große Seltenheiten in relativ niederschlagsreichen Gegenden an luftfeuchten Standorten wachsen. Die gametophytischen Prothallien des Prächtigen Dünnfarns (Trichomanes speciosum) wachsen in sehr lichtarmen, tiefen, feuchten Spalten von Felsen aus saurem, silikatischem Gestein. Nachgewiesen ist er beispielsweise für das Süderbergland und die Eifel. Fundstellen in Südniedersachsen repräsentieren die derzeit nordöstlichsten Vorkommen des Gametophyten von Trichomanes speciosum in Europa.

## Systematik und Verbreitung
Die Familie Hymenophyllaceae wurde 1835 durch Carl Friedrich Philipp von Martius in Conspectus Regni Vegetabilis Secundum Characteres Morphologicas …, 3 aufgestellt. Typusgattung ist Hymenophyllum Sm.
Die Familie Hymenophyllaceae ist monophyletisch. Sie spaltet sich in zwei größere Kladen, die Trichomanoiden und Hymenophylloiden, die in etwa den beiden größten Gattungen entsprechen.
Smith et al. (2006) fassen alle Gattungen der hymenophylloiden Klade zur Gattung Hymenophyllum zusammen, da die klassischen Gattungen in Stammbäumen innerhalb der Gattung zu liegen kommen oder sogar nicht monophyletisch sind. Trichomanes s. l. besteht aus acht monophyletischen Gattungen.
Die Arten der Familie Hymenophyllaceae gedeihen von den gemäßigten über die subtropischen bis zu den tropischen Gebieten der Alten und Neuen Welt. In China gibt es sieben Gattungen mit etwa 50 Arten, 6 davon nur dort. In Nord- und Mitteleuropa gibt es nur zwei Arten der Familie Hymenophyllaceae: 
- Englischer Hautfarn (Hymenophyllum tunbrigense (L.) Smith): Er kommt in Mitteleuropa nur noch auf den Britischen Inseln, im Elsass, in Luxemburg (Kleine Luxemburger Schweiz) vor.[2][6]
- Prächtiger Dünnfarn (Trichomanes speciosum Willd.): Er ist eine eigentlich eher atlantisch verbreitete Art, die in Deutschland nur als relativ unscheinbarer algenartiger Gametophyt vorkommt.[2][3][6]

In Österreich kommen keine Arten der Hymenophyllaceae vor.
In der Familie Hymenophyllaceae gibt es etwa neun Gattungen mit etwa 600 Arten:
- Abrodictyum C.Presl (Syn.: Macroglena (C.Presl) Copel., Selenodesmium (Prantl) Copel., Trichomanes subg. Macroglena C.Presl, Trichomanes sect. Selenodesmium Prantl):[7] Die etwa zehn Arten gedeihen in den Subtropen bis Tropen Asiens bis Ozeaniens. In China gibt es drei Arten.[5]
- Callistopteris Copel.: Die etwa fünf Arten kommen von Malesien bis zum westlichen Pazifikraum vor. Es gibt Fundortangaben für Malaysia, Sumatra, Polynesien und Australien. In China gibt es eine Art.[5]
- Cephalomanes C.Presl: Die etwa zehn Arten kommen von Indien über Malesien bis Polynesien vor. In China gibt es eine Art.[5]
- Crepidomanes (C.Presl) C.Presl (Syn.: Crepidophyllum C.F.Reed non Herzog, Crepidopteris Copel., Gonocormus Bosch, Nesopteris Copel., Reediella Pichi Sermolli): Die etwa 30 Arten[7] gedeihen in den Tropen der Alten Welt und in den Subtropen von Afrika bis Japan und Polynesien. In China gibt es etwa elf Arten.[5]
- Didymoglossum Desv.: Die 19 bis 30[7] Arten sind in der Neotropis und in den Tropen von Afrika bis Sri Lanka verbreitet. In China gibt es etwa fünf Arten.[5]
- Hautfarne[8] (Hymenophyllum Sm., Syn.: Mecodium C.Presl ex Copel., Meringium C.Presl, Microtrichomanes (Mettenius) Copel., Pleuromanes C.Presl, Trichomanes sect. Microtrichomanes Mettenius): Die 130 bis 250 Arten in etwa zehn Untergattungen gedeihen von den gemäßigten über die subtropischen bis zu den tropischen Gebieten fast weltweit.[7] In China gibt es etwa 22 Arten, vier davon nur dort.[5][9] Hierher gehört auch:
  - Englischer Hautfarn (Hymenophyllum tunbrigense (L.) Sm.)
- Polyphlebium Copel.: Die seit 2006 etwa 15 Arten gedeihen in gemäßigten Gebieten und Bergwäldertn in niedrigen Höhenlagen auf der Südhalbkugel.[7]
- Dünnfarne (Trichomanes L.)[8] Die seit 2006 über 60[7] bis 250[5] (früher bis zu 310[9]) Arten in drei Untergattungen sind in gemäßigten bis tropischen Gebieten fast weltweit verbreitet.
- Vandenboschia Copel.:[7] Die etwa 35 Arten gedeihen von den Subtropen bis Tropen fast weltweit. In China gibt es etwa sieben Arten, zwei davon nur dort.[5] Darunter:
  - Prächtiger Dünnfarn (Vandenboschia speciosa (Willd.) G.Kunkel)